# 中国长峰机电技术研究设计院
中国长峰机电技术研究设计院（China Changfeng Mechanics and Electronics Technology Academy），成立于1957年，是中国航天科技集团公司（CASC）下属的四大设计院之一。该院主要从事空中和导弹防御、反卫星技术及相关雷达系统的研发和生产。它还负责多款地空导弹系统的开发，包括HQ-2、HQ-7和HQ-61等。长峰院基于其先前开发的HQ-2地空导弹，研发了8610型短程弹道导弹（SRBM）。近年来，长峰院的研究重点扩展到包括潜射和陆基弹道导弹，如JL-1、DF-1和DF-21等。

## 其他名稱
长峰的其他名稱包括：第二研究院、地對空飛彈（SAM）研究院、中國长峰集團（CCFG）、中國长峰公司（CCC）、中國長風（CCF）、中國长峰機電工程公司。

## 外部連結
- NTI, China Changfeng Mechanics and Electronics Technology Academy